# Leandro Machado
Leandro Machado Nascimento (Santo Amaro da Imperatriz, 22 marzo 1976) è un ex calciatore brasiliano.

## Palmarès

### Club

#### Competizioni statali
- Campionato Gaúcho: 1

Internacional: 1994
- Campionato Carioca: 2

Flamengo: 1999, 2000
- Taça Guanabara: 1

Flamengo: 1999
- Taça Rio: 1

Flamengo: 2000

#### Competizioni nazionali
- Campionato brasiliano: 1

Santos: 2004
- Campionato sudcoreano: 1

Ulsan Hyundai: 2005
- Coppa di Lega sudcoreana: 1

Ulsan Hyundai: 2007
- Supercoppa della Corea del Sud: 1

Ulsan Hyundai: 2006

#### Competizioni internazionali
- Coppa Mercosur: 1

Flamengo: 1999
- A3 Champions Cup: 1

Ulsan Hyundai: 2006